# Paraguay i olympiska sommarspelen 1968
Paraguay deltog i de olympiska sommarspelen 1968 med en deltagare. 